# البنك المتحد المحدود الباكستاني
البنك المتحد المحدود الباكستاني (UBL) هو بنك تجاري باكستاني وهو شركة تابعة لشركة مجموعة بيست وي البريطانية. ومقرها في كراتشي، باكستان. إنه أحد أكبر البنوك في القطاع الخاص الباكستاني، مع أكثر من 1,390 فرعًا في جميع أنحاء باكستان، و19 فرعًا في الخارج، وقاعدة عملاء تتجاوز 4 ملايين.
يمتلك البنك قاعدة أصول تزيد عن 15 مليار دولار، وقوة عاملة عالمية تضم ما يقرب من 13000 شخص، وقاعدة عملاء متنوعة تغطي مجموعة واسعة من القطاعات والصناعات في جميع أنحاء العالم. تقدم خدمات في مجال الخدمات المصرفية للأفراد والجملة من خلال شبكة فروعها وتواجدها في 12 دولة في أربع قارات بما في ذلك الإمارات العربية المتحدة والبحرين وقطر واليمن والمملكة المتحدة وسويسرا والصين وسلطنة عمان والولايات المتحدة وتنزانيا وإيران وباكستان.

## الشركات التابعة الأخرى
- مدراء صناديق UBL المحدودة
- UBL OMNI